# Isoflavone 2'-idrossilasi
La isoflavone 2'-idrossilasi è un enzima appartenente alla classe delle ossidoreduttasi, che catalizza la seguente reazione:
un isoflavone + NADPH + H+ + O2 ⇄ a 2'-idrossiisoflavone + NADP+ + H2O
L'enzima è una proteina eme-tiolata (P-450). Agisce sulla daidzeina, formononetina e genisteina. La 4'-metossiisoflavone 2'-idrossilasi (numero EC 1.14.13.53), catalizza la stessa reazione ma è più specifica e richiede il 4'-metossiisoflavone.